# Багирзаде, Мамедбагир Мамедали оглы
Мамедбагир Мамедали оглы Багирзаде (азерб. Məmmədbağır Məmmədəli oğlu Bağırzadə; 21 июля 1950, пгт Нардаран, Баку — 30 октября 2005, Баку) — азербайджанский певец и композитор. Народный артист Азербайджана (2002).

## Биография
Родился 21 июля 1950 году в посёлке городского типа Нардаран, предместье города Баку, столице Азербайджанской ССР.
С юности интересовался народной музыкой. С 1970 года выступал в поселковом клубе, в скором времени стал художественным руководителем ансамбля народных инструментов при нём же; за короткое время быстро завоевал народную популярность своеобразной манерой исполнения мугамов и песен, выделяющимся тембром голоса, часто выступал на торжествах и застольях. 
В 1971 году поступил в музыкальное училище имени А. Зейналлы, обучался у Наримана Алиева и Алибаба Мамедова; в 1980 году с отличием окончил Азербайджанский государственный институт искусств.
С начала 1970-х годов выступал с ансамблями народных инструментов «Хумаюн» под руководством Алибаба Мамедова и «Арзу» под руководством Алекпера Тагиева; содействие А. Мамедова сыграло важную роль в становлении М. Багирзаде как профессионального исполнителя народных и композиторских песен, мугамов и теснифов. С 1976 года сотрудничал с композитором Алекпером Тагиевым, исполнил более 10 его песен, в том числе и визитную карточку певца — «Азербайджан оглуям» («Я сын Азербайджана»; сл. Х. Бахыш). С 1978 года — солист Азербайджанского государственного концертного объединения, с 1985 года солист Азербайджанского государственного телевидения и радио.
С начала 1980-х годов художественный руководитель ансамбля народных инструментов «Дилкеш» при Азербайджанском государственном телевидении и радио.
Снискал большую популярность среди слушателей. В репертуаре Мамедбагира Багирзаде преобладают азербайджанские народные песни, мугамы и теснифы, песни на музыку Алекпера Тагиева, Октая Кязимова, Наримана Мамедова, Таира Акпера и других композиторов Азербайджана. Особую роль в репертуаре занимали музыка народов Востока (турецкие, индийские и персидские песни, музыка Киркука), а также песни собственного сочинения, которые в советские годы из-за цензуры упоминались как народные. 
Выступал на телевидении, вел активную гастрольную деятельность, выступал с концертами как в городах и районах Азербайджана, так и за рубежом — в бывших республиках СССР, Индии, Германии, Швеции, Шри-Ланке, Алжире, Иране и т.д. Записи с песнями и мугамами Мамедбагира Багирзаде хранятся в золотом фонде Азтелерадио, с песнями выпущено 2 пластинки фирмы «Мелодия» и более 10 кассет и дисков.
С 2001 года вел преподавательскую деятельность в Бакинском музыкальном колледже. 
Скончался 30 октября 2005 года в городе Баку после продолжительной болезни. Похоронен на кладбище в родном посёлке.

## Награды
- Народный артист Азербайджана (2002)
- Заслуженный артист Азербайджанской ССР (1989)